# Oranje mospalpmot
De oranje mospalpmot (Bryotropha terrella) is een vlinder uit de familie van de tastermotten (Gelechiidae). De wetenschappelijke naam van de soort is voor het eerst geldig gepubliceerd in 1775 door Denis & Schiffermüller.
De oranje mospalpmot heeft grassen als waardplanten.

## Beschrijving
De imago heeft spanwijdte van 14 tot 16 millimeter. De vleugels zijn bruin en hebben behalve twee donkere stippen op de voorvleugel nauwelijks tekening. Voor zekerheid omtrent de determinatie is in het algemeen microscopisch onderzoek van de genitaliën nodig.

## Voorkomen in Nederland en België
De oranje mospalpmot is in Nederland en België en vrij gewone soort. De soort vliegt van mei tot en met augustus.